# Eremobia griseoleuca
Eremobia griseoleuca là một loài bướm đêm trong họ Noctuidae.